# Alessandro Calcaterra
Alessandro Calcaterra (Civitavecchia, 26 maggio 1975) è un ex pallanuotista e allenatore di pallanuoto italiano, allenatore della Roma Vis Nova, fratello minore del pallanuotista Roberto Calcaterra e zio di Enrico, giocatore in Serie A1 e A2.

## Biografia
Nato a Civitavecchia è fratello minore del pallanuotista Roberto Calcaterra. Dalla nascita ha una malformazione alla spalla sinistra, più alta della spalla destra. Dopo lunghe visite mediche nell'Ospedale San Paolo, a Civitavecchia, il dottore gli consiglia di praticare il nuoto. Successivamente si avvicina alla pallanuoto. Nel 2016, i due fratelli hanno organizzato il loro primo torneo giovanile chiamato Calcaterra Challenge, un torneo di tre giorni giocato tra tutte le squadre internazionali under 13 e tutti i proventi che vengono raccolti vanno in beneficenza per i ragazzi affetti da sindrome di Down.

## Carriera
Inizia la sua carriera pallanuotistica nella SNC Civitavecchia, all’età di 12 anni. Due anni dopo fa il suo esordio in Serie A1 contro il Savona. A soli 15 anni entra nel giro della nazionale, debuttando con il Settebello nel 1995 e vincendo la medaglia d'oro agli europei. All’età di 18 anni si trasferisce al Pescara con cui vince due scudetti, una Coppa LEN e una Coppa Italia.  Nel 2001 è al Brescia, dove raggiunge la finale di Coppa LEN, mentre nel 2002 si trasferisce alla Pro Recco, dove arricchisce notevolmente il suo palmarès con quattro Coppe Campioni, due Supercoppe LEN, sei scudetti e cinque Coppe Italia. L'esperienza a Recco terminò nel 2010, mentre in precedenza fu interrotta solo per un breve periodo del 2004, quando andò a giocare a Chiavari. Dopo aver lasciato la calottina bianco-azzurra transitò nel Latina, nel Posillipo, tornò per una stagione a Civitavecchia, nella Lazio ed infine nella Roma Vis Nova, con cui decise di concludere la carriera. 
Nel 2011 risulta settimo nella classifica FINA dei dieci migliori pallanuotisti del decennio. Ha collezionato in 16 anni con la calottina azzurra 453 presenze, ne diventa capitano e partecipa a quattro Olimpiadi (1996, 2000, 2004 e 2008), cinque Mondiali e sei Europei. A Pechino è capocannoniere del torneo con 34 gol. Termina la sua esperienza con il Settebello nel 2009, dopo i Campionati Europei. 
Dopo il ritiro si dedica a promuovere la pallanuoto fra i giovani nel SNC Civitavecchia, nella Roma Vis Nova e nella Lazio. Nel 2019 è viceallenatore nella nazionale universitaria, mentre dal 2020 è nello staff della nazionale italiana giovanile. Da allenatore nel 2023 conquista la promozione in Serie A1 con la Roma Vis Nova.

## Palmarès

### Club
- Campionato italiano: 8

Pescara: 1996-1997, 1997-1998
Pro Recco: 2001-2002, 2005-2006, 2006-2007, 2007-2008, 2008-2009, 2009-2010
- Coppe Italia: 6

Pescara: 1996-1997
Pro Recco: 2005-2006, 2006-2007, 2007-2008, 2008-2009, 2009-2010
- LEN Champions League: 4

Pro Recco: 2002-2003, 2006-2007, 2007-2008, 2009-2010
- Supercoppa LEN: 2

Pro Recco: 2007, 2008
- Coppe LEN: 1

Pescara: 1995-96

### Nazionale
- Olimpiadi

Atlanta 1996: 
- Mondiali

Barcellona 2003: 
- Europei

Vienna 1995: 
Firenze 1999: 
Budapest 2001: 
- Coppa del Mondo

Atlanta 1995: 
Sydney 1999: 
- Giochi del Mediterraneo

Almeria 2005: 
Pescara 2009: 

### Individuale
- Capocannoniere ai Giochi Olimpici: 1

Pechino 2008 (27 gol)
- Capocannoniere della regular season di Serie A1: 1

2010-2011 (56 gol)